# Silnice D1
Silnice D1 (chorvatsky Državna cesta D1) je silnice v Chorvatsku. Je dlouhá 421,2 km. Slouží především k mimodálničnímu spojení mezi Krapinou a Splitem. Po silnici D8 je silnice D1 druhou nejdelší silnicí v Chorvatsku.

## Průběh
Silnice začíná u vesnice Gornji Macelj u slovinských hranic a kopíruje cestu dálnice A2. Poté prochází městy Krapina a Zabok, a u Zaprešiće se s dálnicí A2 slučuje. Pokračuje až u výjezdu v Lučku, kde je však sloučena se silnicí D3. Takto silnice prochází přes Jastrebarsko a Karlovac, kde se mění na malý úsek v rychlostní silnici. Poté se od trasy odděluje silnice D3, ale začíná zde (na stejné trase jako silnice D1) silnice D6, která se od silnice D1 odpojuje u vesnice Tušilović. Tyto dva úseky jsou označovány jako D1; D3 a D1;D6.
U vesnice Tušilović silnice A1 pokračuje na jih přes řeku Radonju a vede přes vesnice, mezi nimiž je např. opčina Krnjak, do města Slunj. Tam opět pokračuje na jih a prochází kolem bosenských hranic. Silnice přes řeku Koranu a Plitvická jezera pokračuje do opčiny Udbina, kde se opět její malý úsek mění na rychlostní silnici. Dále pokračuje do opčiny Gračac, kterou však přímo neprochází, a vede opět na východ k bosenským hranicím. Dále prochází přes města Knin, Vrlika a Sinj, odkud pokračuje na jihozápad do vesnice Osoje a mění se na rychlostní silnici. V této části je součástí silnice několik tunelů (Orgus, Mihovilovići, Klis-Grlo, Klis-Kosa, Mačkovac, Mravince). Poté kolem Klisu pokračuje přes vesnici Mravince až k Solinu a Splitu, kde končí a napojuje se na silnici D8.